# كلمة سر

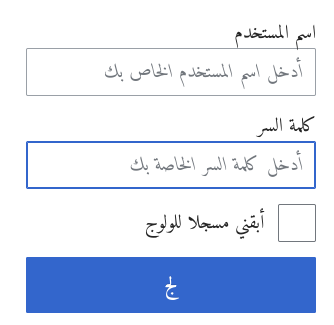
صورة توضيحية لأحد المواقع يطلب كلمة السر.

كَلِمَةُ السِّرِّ أو كلمة المرور (بالإنجليزية: Password)‏ هي تشكيلة من الحروف الأبجدية والأرقام والرموز تمكن من يعرفها من الوصول أو استعمال مورد أو خدمة محمية، ومن الضروري عدم إفشاء كلمة السر لتفادي وقوعها بين أيدي آخرين فتفتح لهم الباب إلى ما لم يكن بوسعهم الوصول إليه بدونها، ومقارنةً مع وسائل أخرى فإن كلمة السر وسيلة ضعيفة للحماية، وذلك من الناحية التقنية.
ورد لفظ كلمة السر في اللغة التركية شفرة، وأصلها من اللغة الفرنسية صفر chiffre، وهي مأخوذة من اللغة العربية وتُنطق بالعربية هكذا: (شِفْرَه)، وكلمة سايفر أو شيفرة أصلها من الكلمة العربية للرقم «صفر». حيث أنها في الماضي كانت تستخدم كلمة سايفر على اعتبارها الرقم صفر العربي، إلا أنه يوجد عدة روايات عن سبب تحول استخدام كلمة سايفر من معنى الرقم صفر إلى معنى الشفرة السرية، وتراثيًّا عند تناول موضوع كلمة السر تتبادر للذهن كلمة افتح يا سمسم، وهي كلمة السر التي وردت في قصة علي بابا والأربعون لصًا (إحدى أشهر قصص ألف ليلة وليلة).

## الاستعمالات
تستعمل وسيلة تعريف للفرد في عدة مجالات مثل المواقع أو المنتديات أو البرامج أو الحواسيب أو الشبكات اللاسلكية للحماية من المتطفلين أو لصوص المعلومات.

## الاختيار
عادة ما تكون كلمة السر عبارة عن مجموعة من الأحرف قد يكون لها معنى، وفي بعض الأنظمة الحاسوبية يلزم استعمال أرقام ورموز أخرى للرفع من صعوبة تخمينها؛ إذ هذه أحد معايير جودتها وترفع من مستوى الحماية، وكون الكلمة غير متداولة ولم تُدرَج في أي قاموس للكلمات المعروفة فذلك معيار آخر؛ فأحد طرق الاختراق هو تجربة مجموعة من الكلمات الموجودة ضمن قائمة لعلَّها تكون هي كلمة السر، وتُسمَّى هذه الطريقة الاختراق بالقوة الغاشمة.

### الإرشادات
ينصح دائما بـ:
- عدم استخدام كلمات سر رائجة يمكن تخمينها بسهولة، كاسم الزوج أو الزوجة أو رقم لوحة السيارة وغيرها.
- كتمان كلمة السر.
- التأكد من كون برنامج الحماية يعيق محاولات المخترقين اعتراض أو سرقة كلمة السر.
- عدم استخدام كلمة سر لحسابات كثيرة؛ فإذا كشف مجرمو الإنترنت عن كلمة سر لأحدها فبإمكانهم دخول كل الحسابات الأخرى.
- عدم استخدام كلمات واقعية يسهل على المخترقين أو مجرمي الإنترنت إيجادها.